# Zeltschachberg
Zeltschachberg ist eine Ortschaft in der Gemeinde Friesach im Bezirk Sankt Veit an der Glan in Kärnten (Österreich). Die Ortschaft hat 18 Einwohner (Stand 1. Jänner 2024). Sie liegt auf dem Gebiet der Katastralgemeinde Zeltschach.

## Lage
Die Ortschaft liegt im Norden des Bezirks Sankt Veit an der Glan, im Guttaringer Bergland, im Nordosten der Gemeinde Friesach. Die Streusiedlung liegt nordöstlich oberhalb des Dorfs Zeltschach; sie beginnt knapp außerhalb des Dorfs und erstreckt sich über fast 2 km hangaufwärts in Richtung zur Scheibstatt, einem alten Passübergang von Zeltschach nach St. Veit in der Gegend. Außerdem gehört weitere 2 km nördlich der Scheibstatt, hangabwärts in Richtung des steirisch-kärnterischen Grenzweilers Pörtschach, der Hof Ehgartner zur Ortschaft Zeltschachberg.
In der Ortschaft werden folgende Hofnamen geführt: Egarthof/Ehgartner (Haus Nr. 3), Neumann (Nr. 4), Pelzer (Nr. 6), Ostermann (Nr. 7), Grünhube (Nr. 8), Steiner (Nr. 11) und Hambacher/Hainbacher (Nr. 12).

## Geschichte
Auf dem Gebiet der Steuergemeinde Zeltschach liegend, gehörte Zeltschachberg in der ersten Hälfte des 19. Jahrhunderts zum Steuerbezirk Dürnstein. Bei Gründung der Ortsgemeinden im Zuge der Reformen Mitte des 19. Jahrhunderts kam Zeltschachberg an die Gemeinde Friesach. 1890 spaltete sich die Gemeinde Zeltschach von der Gemeinde Friesach ab, Zeltschachberg gehörte dadurch zur Gemeinde Zeltschach. Mit Jahreswechsel 1972/73 kam Zeltschach samt Zeltschachberg wieder an die Gemeinde Friesach.

## Bevölkerungsentwicklung
Für die Ortschaft ermittelte man folgende Einwohnerzahlen:
- 1869: 12 Häuser, 60 Einwohner[2]
- 1880: 12 Häuser, 60 Einwohner[3]
- 1890: 10 Häuser, 53 Einwohner[4]
- 1900: 13 Häuser, 70 Einwohner[5]
- 1910: 10 Häuser, 67 Einwohner[6]
- 1923: 8 Häuser, 50 Einwohner[7]
- 1934: 46 Einwohner[8]
- 1961: 7 Häuser, 43 Einwohner[9]
- 2001: 7 Gebäude (davon 4 mit Hauptwohnsitz) mit 6 Wohnungen und 4 Haushalten; 16 Einwohner und 1 Nebenwohnsitzfall; 0 Arbeitsstätten, 4 land- und forstwirtschaftliche Betriebe[10]
- 2011: 7 Gebäude, 18 Einwohner, 5 Haushalte, 1 Arbeitsstätte[11]
- 2021: 6 Gebäude, 19 Einwohner, 5 Haushalte, 6 Arbeitsstätten[12]